# Gerald af Wales
Gerald af Wales (ca. 1146-1223) (latin:Giraldus Cambrensis, walisisk: Gerallt Gymro), var walisisk en præst og krønikeskriver i middelalderen. Gerald blev født omkring 1146 ved Manorbier Castle i Pembrokeshire og var af blandet normannisk og walisisk blod. Hans virkelige navn var Gerald de Barri, og hans latinske navn var Giraldus Cambrensis.

## Liv
Gerald var nevø af biskoppen af St. David og sønnesøn af Gerald de Windsor i dennes ægteskab med den berygtede Nest ferch Rhys, datter af Rhys ap Tewdwr. Familien var også i slægt med den magtfulde walisiske adelsfamilie Rhys.
Gerald tog en teologisk uddannelse i Gloucester, fulgt af en periode med studier i Paris. Han håbede på at efterfølge sin onkel som biskop af St. David ved dennes afgang i 1176, men blev vraget til posten, muligvis på grund af sin walisiske afstamning. Til trods for dette afslag blev han præst for kong Henrik II af England i 1184, og blev udvalgt til at følge kongens søn John på en ekspedition til det nyerobrede Irland. Turen blev en katalysator for Gerald af Wales litterære karriere, da hans optegnelser fra rejsen blev udgivet som Topographia Hibernica (1188). Han fulgte kort tid efter værket op med en optegnelse af kong Henriks erobring af Irland, Expugnatio Hibernica.
Efter at have bevist sin nytte for kirkens ledelse blev Gerald valgt til at følge ærkebiskoppen af Canterbury, Baldwin af Exeter, på en rundrejse i Wales i 1188 med den hensigt at rekruttere deltagere til det tredje korstog. Hans optegnelser fra rejsen, Itinerarium Cambriae (1191), blev fulgt af Descriptio Cambriae i 1194. Hans to arbejder om Wales er forblevet enestående vigtige historiske dokumenter pga. deres beskrivelser af walisisk og normannisk kultur, selvom deres faktuelle oplysninger ikke til at stole på og begge skrifter er fyldt med ideologi og præget af en højst særegen og idiosynkratisk stil. I 1198 fremkom der en ny mulighed for at Gerald kunne blive biskop af St. David, men hans ansøgning blev igen afvist af ærkebiskop Hubert Walter, der også var kongens kansler. Gerald forsøgte gentagne gange uden held at ændre Hubert Walters beslutning, og rejste endog til Rom for at bede paven om støtte. I 1203 opgav Gerald af Wales håbet om at blive biskop og tilbragte resten af livet med akademiske studier. Han producerede værker med andagtsinstruktioner og om skrifter om politik og døde omkring 1223, sandsynligvis i Lincoln i England.

## Værker
- Topographia Hibernica (1188)
- Expugnatio Hibernica
- Itinerarium Cambriae (1191)
- Descriptio Cambriae (1194)
- De instructione principis
- De rebus a se gestis
- De iure et statu Menevensis ecclesiae
- Gemma ecclesiastica
- Speculum ecclesiae
- Symbolum electorum
- Invectiones
- Retractationes
- Vita sancti Hugonis Lindensis
- Vita Galfridi archiepiscopi Eboracensis
- Vita sancti Ethelberti
- Vita sancti Remigii
- Vita sancti Davidii